# Distrito electoral de Goose Creek (condado de Cherry, Nebraska)
Goose Creek (en inglés: Goose Creek Precinct) es un distrito electoral ubicado en el condado de Cherry en el estado estadounidense de Nebraska. En el Censo de 2010 tenía una población de 119 habitantes y una densidad poblacional de 0,17 personas por km².

## Geografía
Goose Creek se encuentra ubicado en las coordenadas 42°17′13″N 100°17′40″O / 42.28694, -100.29444. Según la Oficina del Censo de los Estados Unidos, Goose Creek tiene una superficie total de 696.72 km², de la cual 694.7 km² corresponden a tierra firme y (0.29%) 2.02 km² es agua.

## Demografía
Según el censo de 2010, había 119 personas residiendo en Goose Creek. La densidad de población era de 0,17 hab./km². De los 119 habitantes, Goose Creek estaba compuesto por el 99.16% blancos y el 0.84% pertenecían a dos o más razas. Del total de la población el 0.84% eran hispanos o latinos de cualquier raza.